# Tectona (plante)
Pour les articles homonymes, voir Tectona.
Sous-famille
Genre
Tectona est un genre de plantes à fleurs, de la famille des Lamiacées. Ce sont des arbres originaires d'Asie. On les appelle communément tecks, ainsi que leur bois.

## Liste d'espèces
Selon BioLib (14 avril 2019) et ITIS (14 avril 2019) :
- Tectona grandis L. f.

Selon Catalogue of Life (14 avril 2019), World Checklist of Selected Plant Families (WCSP) (14 avril 2019) et The Plant List (14 avril 2019) :
- Tectona grandis L.f. (1782)
- Tectona hamiltoniana Wall. (1832)
- Tectona philippinensis Benth. & Hook.f. ex Merr. (1910)

Selon NCBI (14 avril 2019) :
- Tectona grandis L.f.
- Tectona hamiltoniana Wall.

Selon Tropicos (14 avril 2019) (Attention liste brute contenant possiblement des synonymes) :
- Tectona grandis L. f.
- Tectona hamiltoniana Wall.
- Tectona philippinensis Benth. & Hook.
- Tectona ternifolia Buch.-Ham. ex Wall.
- Tectona theka Lour.